# Heike Krieger
Heike Krieger (* 6. Juni 1968) ist eine deutsche Juristin, Professorin an der Freien Universität Berlin und ehemalige Richterin am Verfassungsgerichtshof des Landes Berlin.

## Leben
Krieger erlangte 1987 die allgemeine Hochschulreife. Anschließend studierte sie mit einem Stipendium der Studienstiftung des deutschen Volkes Rechtswissenschaften an der Georg-August-Universität Göttingen (GAU), der National University of Singapore und der Rheinischen Friedrich-Wilhelms Universität in Bonn. Von 1991 bis 1999 war sie Mitarbeiterin am Institut für Völkerrecht der GAU bei Dietrich Rauschning. 1993 absolvierte sie das erste, 1998 das zweite Juristische Staatsexamen. 1995 forschte Krieger am Lauterpacht Centre of International Law an der University of Cambridge. 1998 promovierte Krieger in Göttingen mit einer Schrift über Das Effektivitätsprinzip im Völkerrecht. Im Jahr darauf wurde sie Wissenschaftliche Assistentin am Institut für Völkerrecht der GAU bei Georg Nolte. 2003 war sie Gastdozentin an der School of Law der University of Nottingham. 2004 wurde sie mit der Schrift Streitkräfte im demokratischen Verfassungsstaat habilitiert und gewann damit den Helmuth-James-von-Moltke-Preis. Sie erhielt die Venia legendi für öffentliches Recht, Völkerrecht, Europarecht und Rechtsvergleichung. Danach übernahm sie vertretungsweise den Lehrstuhl für Öffentliches Recht und Verwaltungswissenschaften an der Juristischen Fakultät der Ludwig-Maximilians-Universität München. Seit 2006 ist sie ordentliche Universitätsprofessorin für Öffentliches Recht und Völkerrecht am Fachbereich Rechtswissenschaft der Freien Universität Berlin. Von 2017 bis 2019 war sie Dekanin des Fachbereichs. 
Im Juni 2007 wurde sie auf Vorschlag der CDU-Fraktion zur Richterin an den Verfassungsgerichtshof des Landes Berlin gewählt. Im Juli 2014 schied sie turnusgemäß aus.
Unter Krieger habilitierte sich 2016 Dominik Steiger (Professor an der TU Dresden).
Krieger ist verheiratet und hat zwei Kinder.

## Mitgliedschaften und Ämter
- 2014–2020 Mitglied im Wissenschaftsrat[6]
- 2020–2024 Mitglied im Stiftungsrat der Deutschen Stiftung Friedensforschung[7]
- Mitglied des Vorstandes der Deutschen Gesellschaft für Wehrrecht und Humanitäres Völkerrecht

## Publikationen (Auswahl)
- East Timor and the international community: basic documents. Cambridge University Press, 1997, ISBN 0521581346.
- Kapitel 8: Notstand. in: Rainer Grote: EMRK/GG: Konkordanzkommentar zum europäischen und deutschen Grundrechtsschutz. Mohr Siebeck Verlag, Tübingen 2006, S. 378–401, ISBN 9783161481765.
- Das Effektivitätsprinzip im Völkerrecht. Duncker & Humblot, Berlin 2000, ISBN 3428098617.